# Лебединский, Павел Григорьевич
Павел Григорьевич Лебеди́нский (род. 29 ноября 1909 [12 декабря 1909], село 2-е Красноармейское, Российская империя — ?) — советский лётчик-истребитель, участник Великой Отечественной войны.

## Биография
Родился 12 декабря 1909 года в районе города Волчанск, Харьковская область. В 1933 году окончил Качинскую летную школу. Во время Великой Отечественной войны занимал должность командира эскадрильи 19-го истребительного авиационного полка (39-я истребительная авиационная дивизия, ВВС 8-й армии, Северный фронт). Участник советско-финляндской войны и Великой Отечественной войны.
17 июля 1941 года вместе с напарником Фёдором Чуйкиным совершил таран в воздушном бою у озера Самро под Ленинградом. Во время лобовой атаки протаранил вражеский самолёт поврежденным МиГ-3. На парашюте приземлился на территории противника, вернулся в свой полк при помощи партизан. Получил тяжелые травмы, по выздоровлении не был допущен к летной работе. Уволился в запас после окончания войны, работал и жил в Харькове.

## Награды
- Орден Ленина (27.07.42, награждён по представлению к званию Героя Советского Союза)
- Орден Красного Знамени (11.04.40)
- Медаль «За боевые заслуги» (03.11.44)
- Орден Отечественной войны I ст. (11.03.85)